# Fierville
Pierre Guichot, dit Fierville, né à Dijon le 29 mars 1671 et mort à Munich le 28 février 1777, est un acteur et danseur français.
Ce comédien, à la longévité exceptionnelle, souvent mise en doute, joue longtemps dans les troupes de province. Il est à Strasbourg en 1722, Bruxelles, au Théâtre de la Monnaie, en décembre 1729, où il joue dans l'Arlequin Thémistocle de Joseph Bruseau de La Roche, puis débute à la Comédie-Française le 18 mai 1733 dans Électre de Crébillon.
Congédié en 1741, il est à Nantes en mars 1742, revient à Bruxelles et fait représenter Le Bouquet de la reine à Gand le 15 octobre 1742.
Il joue à Montpellier en 1750, à Turin en 1761 et joue à Munich dès 1763, où il meurt en 1777 à l'âge de 105 ans.
Le Mercure de France d'avril 1777 écrit : « Pierre Fierville, Comédien François, est mort en cette ville [de Munich], le 26 de ce mois [de février], âgé de cent sept ans. Il se souvenait d'avoir vu Molière dans son enfance ; il avoit été contemporain de Baron, & avoit joué la Comédie devant Charles II, Roi d'Angleterre, & devant Christine, Reine de Suède ».

## Note
1. ↑  Acte de décès : Petrus Fierville, 108 J[ahr] alt, HofTanzer (Munich, Archives archiépiscopales, Frauenkirche).